# Porxo a la plaça de la Vila
El Porxo a la plaça de la Vila és una obra del Pinell de Brai (Terra Alta) inclosa a l'Inventari del Patrimoni Arquitectònic de Catalunya.

## Descripció
Porxo a la plaça de la Vila situat sota un edifici noucentista que actualment no es troba habitat. El sostre del porxo està construït mitjançant una volta a la catalana. El pes de les façanes es reparteix als murs laterals mitjançant arcs de tres filades de totxo massís, molt rebaixats.